# Pa kontroll
Pa kontroll (svenska: utan kontroll) är en låt på albanska framförd av Aurela Gaçe och Young Zerka. Låten är både skriven och komponerad av den framgångsrike albanske kompositören Adrian Hila. Med låten ställde Gaçe och Zerka upp i Kënga Magjike 2014, en av Albaniens största musiktävlingar. Bidraget blev Gaçes andra och Zerkas första i tävlingen. 
De tog sig i tävlingen vidare till finalen via den andra semifinalen där de framträdde sist. I finalen fick duon 921 poäng av deltagarna vilket räckte till att vinna före Vedat Ademi på andra plats och Rosela Gjylbegu på tredje. Deras bidrag utsågs även till tävlingens bästa hitlåt vid prisutdelningen under finalen.